# Asesinato de Ana Kriégel
Anastasia "Ana" Kriégel (Novokuznetsk, Rusia; 18 de febrero de 2004 - Lucan, Irlanda; 14 de mayo de 2018) fue una chica irlandesa de origen ruso que fue objeto de un ataque violento, agresión sexual y asesinato en una casa abandonada a mediados de mayo de 2018 en Lucan, cerca de Dublín. Dos niños, conocidos solo como Niño A y Niño B, cuyos nombres no trascendieron por parte de las autoridades y que tenían 13 años en el momento de la muerte de Kriégel, fueron condenados por su asesinato. Uno de los dos (Niño A) fue declarado culpable de agresión sexual agravada. Los dos convictos son los más jóvenes en la historia de Irlanda en ser acusados de asesinato.

## Ana Kriégel

### Primeros años
Anastasia nació en Novokuznetsk, una ciudad ubicada en el óblast de Kémerovo (Rusia) en 2004 y fue internada en un orfanato. En 2006, fue adoptada por Geraldine Kriégel y su esposo de origen francés Patrick Kriégel y se fue a vivir con ellos a Irlanda. Aunque sus padres no tenían vínculos culturales con Rusia, intentaron asegurarse de que ella mantuviera conexiones con la cultura rusa, como mantener su nombre de pila original.

### Estancia en Irlanda
Se decía que Kriégel era una niña feliz durante la mayor parte de su tiempo en la escuela primaria, a pesar de algunos problemas de salud, como un tumor que tuvo que ser extirpado de su oído derecho, que la dejó casi sorda de ese canal. También sufría de problemas de visión. Luchó por hacer amigos en la escuela secundaria a la que asistía. Fue suspendida por pintarse un ojo morado; su madre pensaba que era una expresión del dolor que sentía por dentro. Sufrió acoso escolar y se autolesionó en una ocasión en 2017. Parte del acoso comenzó antes de que comenzara el instituto con bullying sobre su altura y el hecho de que fuera adoptada. Algunos de los mensajes de intimidación eran de naturaleza sexual. También creó cuentas de redes sociales falsas para "intimidarse" a sí misma. Después de esto, su madre insistió en que Ana le diera las contraseñas de todas sus aplicaciones para que su madre pudiera verificarlas.

### Desaparición
El 14 de mayo de 2018, Ana asistió a una sesión de asesoramiento. Se fue a casa de la escuela, se quitó el uniforme y caminó hasta el centro de la ciudad de Leixlip. Regresó y subió a su habitación antes de que el niño más tarde conocido como Niño B llamara a la casa de Kriégel a las 17 horas. Esto era inusual, ya que como recordaría su madre adoptiva, Geraldine, Ana no tenía amigos y "nadie [la] llama".
Ana fue vista por última vez a las 17:30 horas en St Catherine's Park.

## Descubrimiento, investigación y juicio
El cuerpo de Ana Kriégel fue encontrado el jueves 17 de mayo de 2018 en Glenwood House, una casa de campo abandonada del siglo XIX diseñada por James Gandon, ubicada en la ciudad de Coldblow, al oeste de Lucan. Su ropa se encontró esparcida por la casa. La muerte fue causada por heridas contundentes y se encontraron pedazos de madera ensangrentados en la casa. También había signos de agresión sexual y se encontró cinta de carrocería azul, marca Tescon, alrededor de su cuello.
Dos niños, ambos de 13 años, fueron inmediatamente sospechosos. Como menores, la legislación irlandesa prohibió publicar sus nombres (o iniciales en su defecto), pasando a ser conocidos en informes como Niño A y Niño B. Fueron las personas más jóvenes en la historia de la República de Irlanda en ser acusadas de asesinato.
Además de la acusación de asesinato, el Niño A también fue acusado de agresión sexual agravada. Ambos cargos conllevan posibles cadenas perpetuas para los adultos, pero no son obligatorias para los niños. Su juicio se inició en el Tribunal Penal Central el 29 de abril de 2019.

### Veredicto de asesinato
Los dos acusados fueron declarados culpables de asesinato el 18 de junio de 2019. El jurado deliberó su decisión durante más de catorce horas. Después de darse a conocer ante el juez, Paul McDermott, les agradeció a los miembros del jurado y los relevó del deber de jurado por el resto de sus vidas.
El fiscal dijo que había lugares disponibles en el campus de detención de niños de Oberstown. Se les puso en prisión preventiva y aplazó la sentencia hasta el 15 de julio. La sentencia se aplazó aún más hasta octubre para que pudieran realizarse evaluaciones psicológicas.
Aparecieron varias publicaciones en plataformas de redes sociales, incluidas Twitter y Facebook, que identificaron a los dos niños a pesar de que se emitió una orden judicial que lo impedía. Se entregó una orden judicial en Twitter y Facebook para eliminar todas estas publicaciones.

### Sentencia
La sentencia se dio a conocer el 5 de noviembre de 2019. El Niño A fue condenado a cadena perpetua con un período de revisión después de doce años por su asesinato. Además, fue condenado a otros doce años por agresión sexual agravada. Esta sentencia debía ir junto con la sentencia de asesinato. Su compañero, conocido como Niño B, fue sentenciado a quince años por el asesinato de Ana. Esto se revisará después de un período de ocho años. Fuera de la Corte, el padre de Ana, Patric, dijo que "para siempre no es suficiente" en respuesta a las sentencias. A los acusados se les ofrecerán nuevas identidades después de cumplir sus penas.

### Encarcelamiento
Los niños se encuentran actualmente recluidos en el centro de detención de Oberstown, en el norte de Dublín. La pareja será trasladada a una prisión para adultos cuando cumplan 18 años. El chico A, que entonces tenía 15 años, fue agredido por compañeros de prisión en mayo de 2020, sufriendo heridas leves.

## Homenajes y hechos posteriores
El funeral de Ana Kriégel tuvo lugar el 31 de mayo de 2018. Su familia solicitó que los dolientes llevaran "brillo y color" en memoria de Ana y que se hicieran donaciones al Grupo de Adopción Ruso-Irlandés. Se colocaron una bandera rusa y una muñeca matrioska en su ataúd. Fue enterrada en el cementerio de Newlands Cross, en Dublín.
Después del juicio, sus padres hablaron fuera del tribunal. Su padre dijo "Ana era nuestra fuerza". Su madre dijo: "Ana fue un sueño hecho realidad para nosotros y siempre lo será. Ella permanecerá en nuestros corazones, amada y apreciada por siempre. Te amamos Ana".
Una organización benéfica para ayudar a otros adolescentes fue establecida en su honor por la familia de Ana con el Grupo de Adopción Ruso Irlandés (RIAG), y llamada ANA (Red de Adolescentes de Ana).
Denise Fergus, la madre de James Bulger, expresó su preocupación por la decisión de que no se nombraran las identidades de los asesinos de Ana.